# Danh sách hãng hàng không Việt Nam

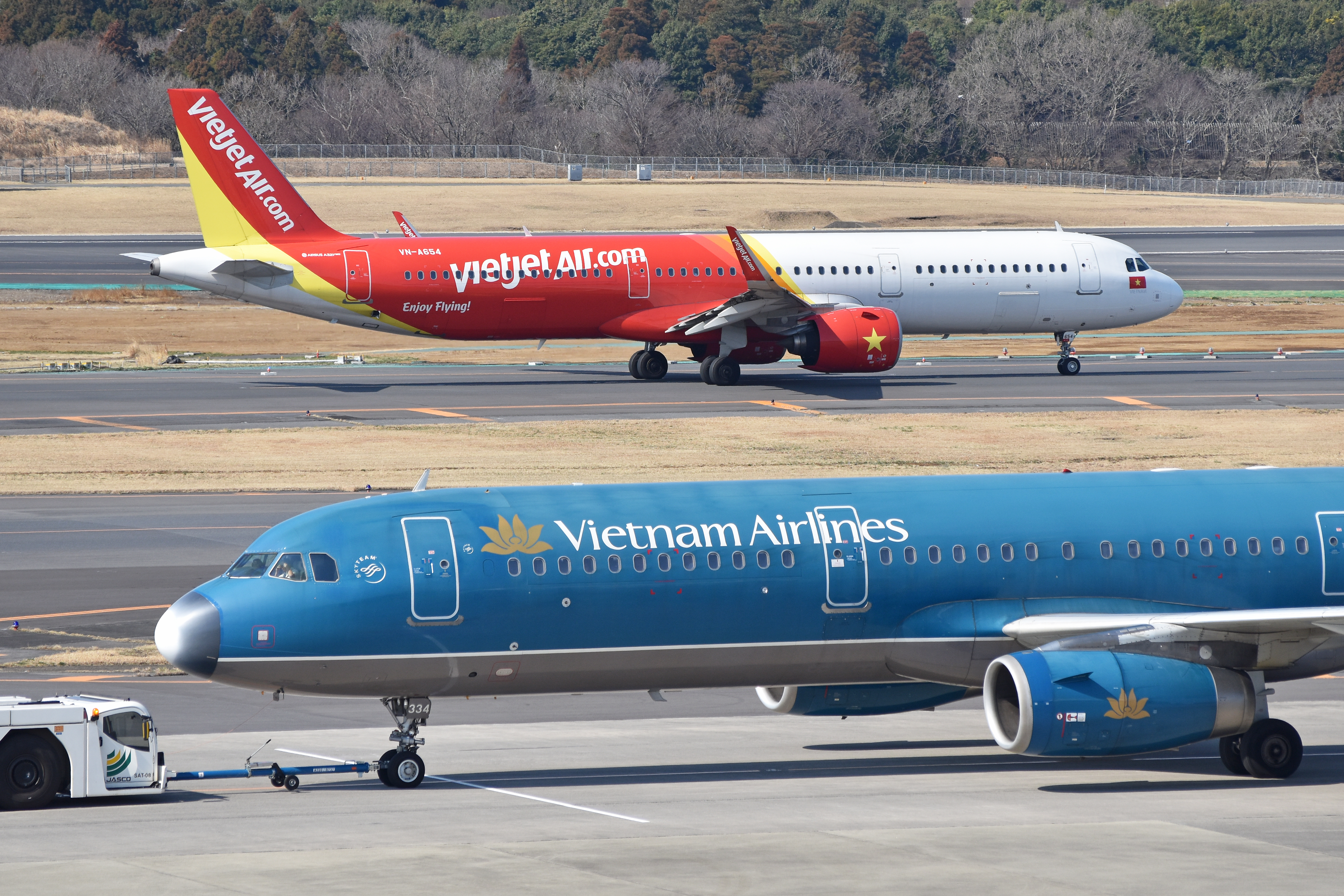
Vietnam Airlines và VietJet Air đang là 2 hãng có đội bay và thị phần lớn nhất tại thị trường hàng không Việt Nam.

Dưới đây là tổng hợp bao gồm các hãng hàng không đang hoạt động, sắp hoạt động hoặc đã ngừng hoạt động tại Việt Nam:

## Hãng hàng không quốc gia (giá đủ)
1. Vietnam Airlines (IATA: VN)

## Hãng hàng không hybrid (lai giữa truyền thống và giá rẻ)
1. Bamboo Airways (IATA: QH)
2. Vietravel Airlines  (IATA: VU)

## Hãng hàng không giá rẻ
1. Pacific Airlines (tiền thân là Jetstar Pacific) (IATA: BL)
2. Vietjet Air (IATA: VJ)

## Hãng hàng không dịch vụ
1. Công ty bay dịch vụ hàng không Việt Nam (VASCO; IATA: 0V)
2. Công ty Cổ phần Hàng không Hải Âu - đơn vị đầu tiên và duy nhất khai thác kinh doanh loại hình thủy phi cơ tại Việt Nam
3. Tổng Công ty Trực thăng Việt Nam - đơn vị duy nhất cung cấp dịch vụ bay trực thăng tại Việt Nam
4. Vietstar Airlines - Hãng Hàng không Lưỡng dụng đầu tiên ở Việt Nam

## Hãng hàng không vận chuyển hàng hóa
1. Vietnam Airlines Cargo - công ty con trực thuộc Hãng Hàng không Quốc gia Việt Nam (Vietnam Airlines)
2. Vietjet Cargo - công ty con trực thuộc hãng Vietjet Air‭

## Hãng hàng khôngquốc   sắp đưa vào hoạt động
1. KiteAir - Hãng Hàng không Cánh Diều (bị hoãn cấp phép vì Covid-19)
2. Sun Air - Là một hãng hàng không hạng sang của Sun Group

## Hãng hàng không đã ngừng hoạt động
1. Air Vietnam - Hãng Hàng không Quốc gia của Việt Nam Cộng hòa tính đến trước ngày 30/04/1975 và Sự kiện 30/04
2. Indochina Airlines - hãng hàng không tư nhân do nhạc sỹ Hà Dũng thành lập năm 2008
3. Air Mekong - Vào ngày 1 tháng 4 năm 2022
4. Trãi Thiên Air Cargo
5. COSARA - Hãng hàng không đầu tiên ở Liên bang Đông Dương thời Pháp thuộc
6. Blue Sky Airways
7. IPP Air Cargo - kế hoạch xin phép và cất cánh bị hủy bỏ.